# Ruth Moody
Ruth Moody (IPA: [ɹuːθ ˈmuːdi]; 28 dicembre 1975) è una cantautrice e polistrumentista canadese di origini australiane, componente del trio The Wailin' Jennys e in precedenza leader del gruppo Scruj MacDuhk.
Suona la chitarra, il banjo, il pianoforte, il bodhrán e la fisarmonica. È la voce femminile che compare in alcuni brani degli album Privateering e Tracker di Mark Knopfler.

## Discografia
- Live at the West End Cultural Centre (1997) – Scruj MacDuhk
- The Road to Canso (1999) – Scruj MacDuhk
- The Wailin' Jennys EP (2002) – The Wailin' Jennys
- Blue Muse (2002) – EP solista
- South Bound (2003) – Moody Penner & Swain
- 40 Days (2004) – The Wailin' Jennys
- Firecracker (2006) – The Wailin' Jennys
- Putumayo – Women of the World Acoustic (2007) – The Wailin' Jennys
- Down at the Sea Hotel (2007) – The Wailin' Jennys
- Live at the Mauch Chunk Opera House (2009) – The Wailin' Jennys
- The Garden (2010) – Album solista
- Bright Morning Stars (2011) – The Wailin' Jennys
- These Wilder Things (2013) – Album solista
- Fifteen (2017) – The Wailin' Jennys